# Зебниц
Зебниц (њем. Sebnitz) град је у њемачкој савезној држави Саксонија. Једно је од 41 општинског средишта округа Зексише Швајц-Остерцгебирге. Према процјени из 2010. у граду је живјело 8.701 становника. Посједује регионалну шифру (AGS) 14628360.

## Географски и демографски подаци
Зебниц се налази у савезној држави Саксонија у округу Зексише Швајц-Остерцгебирге. Град се налази на надморској висини од 379 метара. Површина општине износи 43,9 km². У самом граду је, према процјени из 2010. године, живјело 8.701 становника. Просјечна густина становништва износи 198 становника/km².